# Эластичность замещения
Эластичность замещения — применяемый в экономической теории показатель, характеризующий производственную функцию или функцию полезности, и показывающий на сколько процентов необходимо изменить отношение факторов производства (или соответственно, объемов различных благ) при изменении их предельной нормы замещения на 1 % (отношение предельных продуктов или предельных полезностей соответственно), чтобы объём выпуска оставался неизменным.

## Формальное определение
Пусть задана функция {\displaystyle Y(x_{1},x_{2},...,x_{n})}. Это обычно либо производственная функция от факторов {\displaystyle x_{i}}, либо функция полезности от объемов потребления благ {\displaystyle x_{i}}. Далее изложение приводится для случая производственной функции.
Обозначим {\displaystyle MRTS_{ij}} — предельную норму замещения {\displaystyle j}-го фактора {\displaystyle i}-м фактором, а {\displaystyle k_{ij}} — отношение количества этих факторов, используемых в производстве. Тогда эластичность замещения будет равна:
{\displaystyle \sigma _{ij}={\frac {d\ln k_{ij}}{d\ln MRTS_{ij}}}|_{Y=const}={\frac {dk_{ij}/k_{ij}}{dMRTS_{ij}/MRTS_{ij}}}|_{Y=const}={\frac {dk_{ij}}{dMRTS_{ij}}}{\frac {MRTS_{ij}}{k_{ij}}}|_{Y=const}}
При этом можно показать, что {\displaystyle \sigma _{ij}=\sigma _{ji}}.
Можно показать, что эластичность замещения равна:
{\displaystyle \sigma ={\frac {(1+k_{ij}MRTS_{ij})Y'_{j}/x_{i}}{Y''_{jj}MRTS_{ij}+Y''_{ii}/MRTS_{ij}-2Y''_{ij}}}}
В случае однородных производственных функций она существенно упрощается:
{\displaystyle \sigma ={\frac {Y'_{i}Y'_{j}}{(1-q)Y'_{i}Y'_{j}+qYY''_{ij}}}}
где {\displaystyle q} — степень однородности.
В частности для стандартного случая однородности первой степени (линейной однородности) формула имеет следующий простой вид:
{\displaystyle \sigma ={\frac {Y'_{i}Y'_{j}}{Y\cdot Y''_{ij}}}}

## Эластичность замещения для некоторых производственных функций
- Функция Кобба — Дугласа {\displaystyle Y=AK^{\alpha }L^{\beta }} — эластичность замещения равна {\displaystyle 1} (для доказательства достаточно учесть, что эта функция является однородной степени {\displaystyle q=\alpha +\beta } и воспользоваться соответствующей формулой).
- Функция CES — имеет произвольную (то есть не обязательно единичную, как в случае функции Кобба — Дугласа) постоянную эластичность замещения.
- Производственная функция Леонтьева — нулевая эластичность замещения.
- Линейная производственная функция — бесконечная эластичность замещения.